# A Stranger in New York
A Stranger in New York è un cortometraggio muto del 1916 diretto da Thomas N. Heffron. Prodotto dalla Selig Polyscope Company, aveva come interpreti Otis Harlan, Robert Bolder, John Charles, Emma Glenwood, Grace Darmond.

## Trama
A. Stranger, un agente letterario, chiama il milionario I. Collier Downe con il quale si mette d'accordo per andare a New York, fornito di fondi da Downe. A New York, A. Stranger, fingendosi I. Collier Downe, incontra Wright Innitt, un personaggio eminente della società, e sua figlia Weigh. Fingendosi il detective dell'albergo e con i soldi di uno degli ospiti, specula in borsa sulle azioni della Prune Juice che in quel momento valgono pochissimo. I suoi movimenti sono seguiti dalla stampa e dal Metropolitan Press: quando si scopre che il supposto I. Collier Downe fa il bagno nel succo di prugna, la Prune Juice prende il volo in borsa, diventando la moda del momento e raggiungendo il valore di ventotto dollari per azione. Anche la moglie del vero milionario vive a New York, credendo che quello di cui si parla tanto sia suo marito. Nel frattempo, il vero I. Collier Downe legge sui giornali del successo dell'altro e si affretta ad andare pure lui a New York per incassare ciò che gli è dovuto. Ma quando tenta di entrare in albergo, gli viene rifiutato l'ingresso e Stranger mostra tutte le intenzioni di farlo mettere in manicomio. Intanto vende le azioni per un milione di dollari e tanto basta per farle crollare sul mercato. I. Collier Downe riesce a scappare dal manicomio e a contattare Stranger, rivedendo anche sua moglie con la quale si riconcilia. I due "soci" dividono adesso i proventi dell'operazione, cinquanta per cento a testa, come convenuto, con estrema soddisfazione di entrambi.

## Produzione
Il film fu prodotto dalla Selig Polyscope Company.

## Distribuzione
Distribuito dalla General Film Company, il film - un cortometraggio in tre bobine - uscì nelle sale cinematografiche statunitensi l'8 maggio 1916.